# Playoffs ACB 2021-22
Los Playoffs ACB 2021-22 se disputaron desde el 24 de mayo hasta el 19 de junio de 2022.

## Formato
Los cuartos de final son series al mejor de tres; el equipo que gana dos partidos avanza a la siguiente ronda. Esta ronda tiene un formato 1–1–1. Desde las semifinales en adelante, las rondas son series al mejor de cinco; el equipo que gana tres partidos avanza a la siguiente ronda. Estas rondas, incluidas las finales, tienen un formato 2–2–1. La ventaja de la cancha local en cualquier ronda pertenece al equipo mejor clasificado.

## Clasificación para los Playoffs
El 10 de abril de 2022, el Barça se convirtió en el primer equipo clasificado para los playoffs.
| Rank. | Equipo          | Balance | Conseguido       | Conseguido      | Conseguido        |
| Rank. | Equipo          | Balance | Acceso a Playoff | Cabeza de serie | Mejor clasificado |
| ----- | --------------- | ------- | ---------------- | --------------- | ----------------- |
| 1     | Barça           | 27–7    | 10 de abril      | 27 de abril     | 7 de mayo         |
| 2     | Real Madrid     | 25–9    | 23 de abril      | 8 de mayo       | –                 |
| 3     | Valencia Basket | 23–11   | 23 de abril      | 10 de mayo      | –                 |
| 4     | Joventut        | 22–12   | 23 de abril      | 14 de mayo      | –                 |
| 5     | Lenovo Tenerife | 21–13   | 30 de abril      | –               | –                 |
| 6     | Bitci Baskonia  | 20–14   | 8 de mayo        | –               | –                 |
| 7     | Baxi Manresa    | 20–14   | 24 de abril      | –               | –                 |
| 8     | Gran Canaria    | 17–17   | 14 de mayo       | –               | –                 |

## Cuadro resumen
|  | Cuartos de final | Cuartos de final | Cuartos de final | Cuartos de final | Cuartos de final |    |    | Semifinales | Semifinales | Semifinales | Semifinales | Semifinales | Semifinales | Semifinales |  |   | Final | Final | Final | Final | Final | Final | Final |  |
|  |                  |                  |                  |                  |                  |    |    |             |             |             |             |             |             |             |  |   |       |       |       |       |       |       |       |  |
|  |                  |                  |                  |                  |                  |    |    |             |             |             |             |             |             |             |  |   |       |       |       |       |       |       |       |  |
|  | 1                | Barça            | 93               | 88               | -                |    |    |             |             |             |             |             |             |             |  |   |       |       |       |       |       |       |       |  |
|  | 1                | Barça            | 93               | 88               | -                |    |    |             |             |             |             |             |             |             |  |   |       |       |       |       |       |       |       |  |
|  | 8                | Gran Canaria     | 82               | 86               | -                |    |    |             |             |             |             |             |             |             |  |   |       |       |       |       |       |       |       |  |
|  | 8                | Gran Canaria     | 82               | 86               | -                |    | 1  | Barça       | 89          | 81          | 83          | 63          |             |             |  |   |       |       |       |       |       |       |       |  |
|  |                  |                  |                  |                  |                  |    | 1  | Barça       | 89          | 81          | 83          | 63          |             |             |  |   |       |       |       |       |       |       |       |  |
|  |                  |                  | 4                | Joventut         | 72               | 87 | 77 | 60          |             |             |             |             |             |             |  |   |       |       |       |       |       |       |       |  |
|  | 4                | Joventut         | 4                | Joventut         | 72               | 87 | 77 | 60          | 100         | 76          | 81          |             |             |             |  |   |       |       |       |       |       |       |       |  |
|  | 4                | Joventut         |                  |                  |                  |    |    |             |             |             |             |             |             |             |  |   |       |       |       |       |       |       |       |  |
|  | 5                | Lenovo Tenerife  | 68               | 103              | 58               |    |    |             |             |             |             |             |             |             |  |   |       |       |       |       |       |       |       |  |
|  | 5                | Lenovo Tenerife  | 68               | 103              | 58               |    |    |             |             |             |             |             |             |             |  | 1 | Barça | 75    | 71    | 66    | 74    |       |       |  |
|  |                  |                  |                  |                  |                  |    |    |             |             |             |             |             |             |             |  | 1 | Barça | 75    | 71    | 66    | 74    |       |       |  |
|  |                  |                  | 2                | Real Madrid      | 88               | 69 | 81 | 81          |             |             |             |             |             |             |  |   |       |       |       |       |       |       |       |  |
|  | 2                | Real Madrid      | 2                | Real Madrid      | 88               | 69 | 81 | 81          | 93          | 83          | –           |             |             |             |  |   |       |       |       |       |       |       |       |  |
|  | 2                | Real Madrid      |                  |                  |                  |    |    |             |             |             |             |             |             |             |  |   |       |       |       |       |       |       |       |  |
|  | 7                | Baxi Manresa     | 76               | 74               | –                |    |    |             |             |             |             |             |             |             |  |   |       |       |       |       |       |       |       |  |
|  | 7                | Baxi Manresa     | 76               | 74               | –                |    | 2  | Real Madrid | 94          | 83          | 85          |             |             |             |  |   |       |       |       |       |       |       |       |  |
|  |                  |                  |                  |                  |                  |    | 2  | Real Madrid | 94          | 83          | 85          |             |             |             |  |   |       |       |       |       |       |       |       |  |
|  |                  |                  | 6                | Bitci Baskonia   | 84               | 71 | 77 |             |             |             |             |             |             |             |  |   |       |       |       |       |       |       |       |  |
|  | 3                | Valencia Basket  | 6                | Bitci Baskonia   | 84               | 71 | 77 | 79          | 89          | 59          |             |             |             |             |  |   |       |       |       |       |       |       |       |  |
|  | 3                | Valencia Basket  |                  |                  |                  |    |    |             |             |             |             |             |             |             |  |   |       |       |       |       |       |       |       |  |
|  | 6                | Bitci Baskonia   | 80               | 82               | 76               |    |    |             |             |             |             |             |             |             |  |   |       |       |       |       |       |       |       |  |
|  | 6                | Bitci Baskonia   | 80               | 82               | 76               |    |    |             |             |             |             |             |             |             |  |   |       |       |       |       |       |       |       |  |
|  |                  |                  |                  |                  |                  |    |    |             |             |             |             |             |             |             |  |   |       |       |       |       |       |       |       |  |

## Cuartos de final

### BarçavGran Canaria
| 27 de mayo de 2022 | Barça                                                     | 93–82                                 | Gran Canaria                                          | |  |  |
| 21:00              | Parciales: 24–17, 24–22, 19–25, 26–18                     | Parciales: 24–17, 24–22, 19–25, 26–18 | Parciales: 24–17, 24–22, 19–25, 26–18                 | |  |  |
|                    | Estadísticas Davies 16 Calathes 9 Calathes 13 Calathes 29 | Reporte Pts Reb Asts Val              | Estadísticas Slaughter 13 Shurna 8 Albicy 5 Shurna 13 | Pabellón: Palau Blaugrana, Barcelona Asistencia: 5,789 espectadores Árbitros: Fernando Calatrava, Luis Miguel Castillo, David Sánchez |  |  |
| 1–0                |                                                           |                                       |                                                       | |  |  |
|                    |                                                           |                                       |                                                       | |  |  |

| 29 de mayo de 2022 | Gran Canaria                                    | 86–88                                 | Barça                                                  | |  |  |
| 21:00              | Parciales: 18–15, 28–26, 20–22, 20–25           | Parciales: 18–15, 28–26, 20–22, 20–25 | Parciales: 18–15, 28–26, 20–22, 20–25                  | |  |  |
|                    | Estadísticas Ennis 26 Shurna 5 Ennis 4 Ennis 28 | Reporte Pts Reb Asts Val              | Estadísticas Mirotić 21 Mirotić 9 Higgins 5 Mirotić 29 | Pabellón: Gran Canaria Arena , Las Palmas Asistencia: 7,029 espectadores Árbitros: Juan Carlos García González, Jorge Martínez, Esperanza Mendoza |  |  |
| 0–2                |                                                 |                                       |                                                        | |  |  |
|                    |                                                 |                                       |                                                        | |  |  |

| 22 de septiembre de 2021 | Gran Canaria | 64–82   | Barça |                                          |  |
|                          |              |         |       |                                          |  |
|                          |              | Reporte |       | Pabellón: Gran Canaria Arena, Las Palmas |  |

| 20 de marzo de 2022 | Barça | 98–80   | Gran Canaria |                                      |  |
|                     |       |         |              |                                      |  |
|                     |       | Reporte |              | Pabellón: Palau Blaugrana, Barcelona |  |

Este es el cuarto enfrentamiento entre ambos equipos en playoffs, el Barça ganó en los tres primeros.
| 2004 | FC Barcelona | 3–1 | Auna Gran Canaria |                              |
|      |              |     |                   |                              |
|      |              |     |                   | Pabellón: 2004 Quarterfinals |

| 2010 | Regal FC Barcelona | 2–0 | Gran Canaria 2014 |                              |
|      |                    |     |                   |                              |
|      |                    |     |                   | Pabellón: 2010 Quarterfinals |

| 2013 | FC Barcelona Regal | 3–0 | Gran Canaria 2014 |                           |
|      |                    |     |                   |                           |
|      |                    |     |                   | Pabellón: 2013 Semifinals |

### Real MadridvBaxi Manresa
| 25 de mayo de 2022 | Real Madrid                                                   | 93–76                                 | Baxi Manresa                                                      | |  |  |
| 21:00              | Parciales: 21–14, 27–15, 23–20, 22–27                         | Parciales: 21–14, 27–15, 23–20, 22–27 | Parciales: 21–14, 27–15, 23–20, 22–27                             | |  |  |
|                    | Estadísticas Causeur 17 Poirier 9 tres jugadores 4 Causeur 23 | Reporte Pts Reb Asts Val              | Estadísticas Francisco, Thomasson 12 Moneke 6 Thomasson 7 Maye 12 | Pabellón: WiZink Center, Madrid Asistencia: 5,553 espectadores Árbitros: Carlos Peruga, Carlos Cortés, Iyán González |  |  |
| 1–0                |                                                               |                                       |                                                                   | |  |  |
|                    |                                                               |                                       |                                                                   | |  |  |

| 28 de mayo de 2022 | Baxi Manresa                                                | 74–83                                 | Real Madrid                                                               | |  |  |
| 16:30              | Parciales: 21–25, 18–16, 14–18, 21–24                       | Parciales: 21–25, 18–16, 14–18, 21–24 | Parciales: 21–25, 18–16, 14–18, 21–24                                     | |  |  |
|                    | Estadísticas Thomasson, Bako 16 Bako 11 Francisco 5 Bako 24 | Reporte Pts Reb Asts Val              | Estadísticas Yabusele 16 Yabusele, Poirier 7 Llull 4 Yabusele, Tavares 18 | Pabellón: Nou Congost, Manresa Asistencia: 4,906 espectadores Árbitros: Daniel Hierrezuelo, Juan de Dios Oyón, Alfonso Olivares |  |  |
| 0–2                |                                                             |                                       |                                                                           | |  |  |
|                    |                                                             |                                       |                                                                           | |  |  |

| 4 de enero de 2022 | Baxi Manresa | 87–92   | Real Madrid |                                |  |
|                    |              |         |             |                                |  |
|                    |              | Reporte |             | Pabellón: Nou Congost, Manresa |  |

| 20 de marzo de 2022 | Real Madrid | 75–86   | Baxi Manresa |                                 |  |
|                     |             |         |              |                                 |  |
|                     |             | Reporte |              | Pabellón: WiZink Center, Madrid |  |

Este es el quinto enfrentamiento entre ambos equipos en playoffs, el Real Madrid ganó tres de las cuatro ocasiones anteriores.
| 1994 | Real Madrid Teka | 2–1 | Tdk Manresa |                              |
|      |                  |     |             |                              |
|      |                  |     |             | Pabellón: 1994 Quarterfinals |

| 1997 | Real Madrid Teka | 3–0 | Tdk Manresa |                              |
|      |                  |     |             |                              |
|      |                  |     |             | Pabellón: 1997 Quarterfinals |

| 1998 | Real Madrid Teka | 1–3 | Tdk Manresa |                           |
|      |                  |     |             |                           |
|      |                  |     |             | Pabellón: 1998 Semifinals |

| 2019 | Real Madrid | 2–0 | Baxi Manresa |                              |
|      |             |     |              |                              |
|      |             |     |              | Pabellón: 2019 Quarterfinals |

### Valencia BasketvBitci Baskonia
| 24 de mayo de 2022 | Valencia Basket                                               | 79–80                                 | Bitci Baskonia                                                               | |  |  |
| 21:00              | Parciales: 21–21, 14–22, 27–24, 17–13                         | Parciales: 21–21, 14–22, 27–24, 17–13 | Parciales: 21–21, 14–22, 27–24, 17–13                                        | |  |  |
|                    | Estadísticas López-Arostegui 17 Tobey 4 Van Rossom 9 Tobey 16 | Reporte Pts Reb Asts Val              | Estadísticas tres jugadores 15 Costello 9 Costello, Fontecchio 3 Costello 17 | Pabellón: La Fonteta, Valencia Asistencia: 6,591 espectadores Árbitros: Antonio Conde, Jordi Aliaga, Javier Torres |  |  |
| 0–1                |                                                               |                                       |                                                                              | |  |  |
|                    |                                                               |                                       |                                                                              | |  |  |

| 28 de mayo de 2022 | Bitci Baskonia                                      | 82–89                                 | Valencia Basket                                                | |  |  |
| 18:30              | Parciales: 21–20, 20–26, 18–21, 23–22               | Parciales: 21–20, 20–26, 18–21, 23–22 | Parciales: 21–20, 20–26, 18–21, 23–22                          | |  |  |
|                    | Estadísticas Peters 18 Peters 9 Baldwin 8 Peters 33 | Reporte Pts Reb Asts Val              | Estadísticas Rivero 27 tres jugadores 5 Van Rossom 6 Rivero 31 | Pabellón: Buesa Arena, Vitoria Asistencia: 9,734 espectadores Árbitros: Emilio Pérez Pizarro, Óscar Perea, Francisco Araña |  |  |
| 1–1                |                                                     |                                       |                                                                | |  |  |
|                    |                                                     |                                       |                                                                | |  |  |

| 30 de mayo de 2022 | Valencia Basket                                                | 59–76                               | Bitci Baskonia                               | |  |  |
| 19:00              | Parciales: 20–9, 17–25, 17–19, 5–23                            | Parciales: 20–9, 17–25, 17–19, 5–23 | Parciales: 20–9, 17–25, 17–19, 5–23          | |  |  |
|                    | Estadísticas Dubljević 14 López-Arostegui 7 Pradilla, Rivero 3 | Reporte Pts Reb Asts                | Estadísticas Baldwin 19 Costello 8 Baldwin 6 | Pabellón: La Fonteta, Valencia Asistencia: 7,909 espectadores Árbitros: Miguel Ángel Pérez Pérez, Carlos Peruga, Joaquín García |  |  |
| 1–2                |                                                                |                                     |                                              | |  |  |
|                    |                                                                |                                     |                                              | |  |  |

| 18 de septiembre de 2021 | Valencia Basket | 67–72                                               | Bitci Baskonia |                                |  |
|                          |                 |                                                     |                |                                |  |
|                          |                 | [https://www.acb.com/partido/estadisticas/id/102926 |                | Pabellón: La Fonteta, Valencia |  |

| 17 de abril de 2022 | Bitci Baskonia | 71–78    | Valencia Basket |                                |  |
|                     |                |          |                 |                                |  |
|                     |                | Boxscore |                 | Pabellón: Buesa Arena, Vitoria |  |

Este es el sexto enfrentamiento entre ambos equipos en playoffs, el Bitci Baskonia ganó en tres de las cinco primeras ocasiones.
| 1991 | Taugrés | 2–0 | Pamesa Valencia |                            |
|      |         |     |                 |                            |
|      |         |     |                 | Pabellón: 1991 First round |

| 2002 | TAU Cerámica | 3–1 | Pamesa Valencia |                              |
|      |              |     |                 |                              |
|      |              |     |                 | Pabellón: 2002 Quarterfinals |

| 2008 | TAU Cerámica | 2–1 | Pamesa Valencia |                              |
|      |              |     |                 |                              |
|      |              |     |                 | Pabellón: 2008 Quarterfinals |

| 2017 | Baskonia | 1–3 | Valencia Basket |                           |
|      |          |     |                 |                           |
|      |          |     |                 | Pabellón: 2017 Semifinals |

| 2021 | Valencia Basket | 2–1 | TD Systems Baskonia |                              |
|      |                 |     |                     |                              |
|      |                 |     |                     | Pabellón: 2021 Quarterfinals |

### JoventutvLenovo Tenerife
| 26 de mayo de 2022 | Joventut                                                 | 100–68                               | Lenovo Tenerife                                                          | |  |  |
| 21:00              | Parciales: 27–7, 27–14, 24–22, 22–25                     | Parciales: 27–7, 27–14, 24–22, 22–25 | Parciales: 27–7, 27–14, 24–22, 22–25                                     | |  |  |
|                    | Estadísticas Busquets, Parra 14 Tomić 7 Ribas 6 Parra 21 | Reporte Pts Reb Asts Val             | Estadísticas Huertas 14 Guerra, Shermadini 5 Huertas, Salin 4 Huertas 12 | Pabellón: Palau Municipal d'Esports, Badalona Asistencia: 8,287 espectadores Árbitros: Miguel Ángel Pérez Pérez, Rafael Serrano, Alberto Sánchez Sixto |  |  |
| 1–0                |                                                          |                                      |                                                                          | |  |  |
|                    |                                                          |                                      |                                                                          | |  |  |

| 29 de mayo de 2022 | Lenovo Tenerife                                            | 103–76                                | Joventut                                           | |  |  |
| 13:00              | Parciales: 26–11, 28–23, 23–21, 26–21                      | Parciales: 26–11, 28–23, 23–21, 26–21 | Parciales: 26–11, 28–23, 23–21, 26–21              | |  |  |
|                    | Estadísticas Wiltjer 37 Doornekamp 7 Huertas 11 Wiltjer 42 | Reporte Pts Reb Asts Val              | Estadísticas Tomić 19 Birgander 7 Ribas 3 Tomić 28 | Pabellón: Santiago Martín, San Cristóbal de La Laguna Asistencia: 5,029 espectadores Árbitros: Juan Carlos García González, Martín Caballero, Sergio Manuel |  |  |
| 1–1                |                                                            |                                       |                                                    | |  |  |
|                    |                                                            |                                       |                                                    | |  |  |

| 31 de mayo de 2022 | Joventut                                                 | 100–68                               | Lenovo Tenerife                                                          | |  |  |
| 19:00              | Parciales: 27–7, 27–14, 24–22, 22–25                     | Parciales: 27–7, 27–14, 24–22, 22–25 | Parciales: 27–7, 27–14, 24–22, 22–25                                     | |  |  |
|                    | Estadísticas Busquets, Parra 14 Tomić 7 Ribas 6 Parra 21 | Reporte Pts Reb Asts Val             | Estadísticas Huertas 14 Guerra, Shermadini 5 Huertas, Salin 4 Huertas 11 | Pabellón: Palau Municipal d'Esports, Badalona Asistencia: 8,287 espectadores Árbitros: Miguel Ángel Pérez Pérez, Rafael Serrano, Alberto Sánchez Sixto |  |  |
| 2–1                |                                                          |                                      |                                                                          | |  |  |
|                    |                                                          |                                      |                                                                          | |  |  |

| 23 de octubre de 2021 | Lenovo Tenerife | 72–79   | Joventut |                                                       |  |
|                       |                 |         |          |                                                       |  |
|                       |                 | Reporte |          | Pabellón: Santiago Martín, San Cristóbal de La Laguna |  |

| 12 de febrero de 2022 | Joventut | 58–74   | Lenovo Tenerife |                                               |  |
|                       |          |         |                 |                                               |  |
|                       |          | Reporte |                 | Pabellón: Palau Municipal d'Esports, Badalona |  |

Este es el segundo enfrentamiento entre ambos equipos en playoffs, el Joventut ganó el primero.
| \| 1987 \| Joventut \| 2–0 \| Cajacanarias \| \| \| \| \| \| \| \| \| \| \| \| \| Pabellón: 1987 Quarterfinals \| |          |     |              |                              |
| 1987 | Joventut | 2–0 | Cajacanarias |                              |
| |          |     |              |                              |
| |          |     |              | Pabellón: 1987 Quarterfinals |

## Semifinales

### BarçavJoventut
| 3 de junio de 2022 | Barça                                                        | 89–72                                 | Joventut                                                      | |  |  |
| 21:00              | Parciales: 12–11, 28–20, 29–17, 20–24                        | Parciales: 12–11, 28–20, 29–17, 20–24 | Parciales: 12–11, 28–20, 29–17, 20–24                         | |  |  |
|                    | Estadísticas Şanlı 16 Šmits, Şanlı 8 Laprovíttola 7 Şanlı 24 | Reporte Pts Reb Asts Val              | Estadísticas Ribas, Willis 11 Tomić 7 Tomić, Feliz 3 Tomić 19 | Pabellón: Palau Blaugrana, Barcelona Asistencia: 5,786 espectadores Árbitros: Antonio Conde, Luis Miguel Castillo, Alfonso Olivares |  |  |
| 1–0                |                                                              |                                       |                                                               | |  |  |
|                    |                                                              |                                       |                                                               | |  |  |

| 5 de junio de 2022 | Barça                                                | 81–87                                 | Joventut                                                  | |  |  |
| 12:30              | Parciales: 26–27, 14–15, 13–23, 28–22                | Parciales: 26–27, 14–15, 13–23, 28–22 | Parciales: 26–27, 14–15, 13–23, 28–22                     | |  |  |
|                    | Estadísticas Calathes 15 Şanlı 10 Calathes 6 Exum 19 | Reporte Pts Reb Asts Val              | Estadísticas Tomić 24 Birgander, Tomić 5 Feliz 6 Tomić 22 | Pabellón: Palau Blaugrana, Barcelona Asistencia: 5,768 espectadores Árbitros: Carlos Peruga, Óscar Perea, Joaquín García |  |  |
| 1–1                |                                                      |                                       |                                                           | |  |  |
|                    |                                                      |                                       |                                                           | |  |  |

| 8 de junio de 2022 | Joventut                                       | 77–83                                 | Barça                                                   | |  |  |
| 21:00              | Parciales: 14–23, 22–23, 20–15, 21–22          | Parciales: 14–23, 22–23, 20–15, 21–22 | Parciales: 14–23, 22–23, 20–15, 21–22                   | |  |  |
|                    | Estadísticas Tomić 21 Tomić 7 Ribas 5 Tomić 27 | Reporte Pts Reb Asts Val              | Estadísticas Mirotić 18 Mirotić 7 Calathes 6 Mirotić 27 | Pabellón: Palau Municipal d'Esports, Badalona Asistencia: 10,323 espectadores Árbitros: Miguel Ángel Pérez Pérez, Martín Caballero, Rafael Serrano |  |  |
| 1–2                |                                                |                                       |                                                         | |  |  |
|                    |                                                |                                       |                                                         | |  |  |

| 10 de junio de 2022 | Joventut                               | 60–63                                | Barça                                        | |  |  |
| 21:00               | Parciales: 14–13, 14–6, 11–21, 21–23   | Parciales: 14–13, 14–6, 11–21, 21–23 | Parciales: 14–13, 14–6, 11–21, 21–23         | |  |  |
|                     | Estadísticas Tomić 15 Tomić 13 Ribas 5 | Reporte Pts Reb Asts                 | Estadísticas Mirotić 20 Mirotić 7 Calathes 5 | Pabellón: Palau Municipal d'Esports, Badalona Asistencia: 10,787 espectadores Árbitros: Juan Carlos García González, Antonio Conde, Joaquín García |  |  |
| 1–3                 |                                        |                                      |                                              | |  |  |
|                     |                                        |                                      |                                              | |  |  |

| 30 de enero de 2022 | Barça | 99–84   | Joventut |                                      |  |
|                     |       |         |          |                                      |  |
|                     |       | Reporte |          | Pabellón: Palau Blaugrana, Barcelona |  |

| 27 de marzo de 2022 | Joventut | 83–72   | Barça |                                               |  |
|                     |          |         |       |                                               |  |
|                     |          | Reporte |       | Pabellón: Palau Municipal d'Esports, Badalona |  |

Este es el decimocuarto enfrentamiento entre ambos equipos en playoffs, el Barça ganó 10 de los 13 anteriores.
| 1985 | FC Barcelona | 1–2 | Ron Negrita Joventut |                           |
|      |              |     |                      |                           |
|      |              |     |                      | Pabellón: 1985 Semifinals |

| 1986 | FC Barcelona | 2–1 | Ron Negrita Joventut |                           |
|      |              |     |                      |                           |
|      |              |     |                      | Pabellón: 1986 Semifinals |

| 1987 | FC Barcelona | 3–1 | Ron Negrita Joventut |                       |
|      |              |     |                      |                       |
|      |              |     |                      | Pabellón: 1987 Finals |

| 1988 | FC Barcelona | 3–2 | Ram Joventut |                           |
|      |              |     |              |                           |
|      |              |     |              | Pabellón: 1988 Semifinals |

| 1990 | FC Barcelona | 3–0 | Ram Joventut Badalona |                       |
|      |              |     |                       |                       |
|      |              |     |                       | Pabellón: 1990 Finals |

| 1991 | Montigalá Joventut | 3–1 | FC Barcelona |                       |
|      |                    |     |              |                       |
|      |                    |     |              | Pabellón: 1991 Finals |

| 1993 | Marbella Joventut | 3–2 | FC Barcelona Banca Catalana |                           |
|      |                   |     |                             |                           |
|      |                   |     |                             | Pabellón: 1993 Semifinals |

| 1994 | FC Barcelona Banca Catalana | 3–2 | 7Up Joventut |                           |
|      |                             |     |              |                           |
|      |                             |     |              | Pabellón: 1994 Semifinals |

| 1998 | Festina Joventut | 1–3 | FC Barcelona Banca Catalana |                              |
|      |                  |     |                             |                              |
|      |                  |     |                             | Pabellón: 1998 Quarterfinals |

| 2008 | DKV Joventut | 0–2 | AXA FC Barcelona |                           |
|      |              |     |                  |                           |
|      |              |     |                  | Pabellón: 2008 Semifinals |

| 2015 | FC Barcelona | 2–0 | FIATC Joventut |                              |
|      |              |     |                |                              |
|      |              |     |                | Pabellón: 2015 Quarterfinals |

| 2019 | Barça Lassa | 2–0 | Divina Seguros Joventut |                              |
|      |             |     |                         |                              |
|      |             |     |                         | Pabellón: 2019 Quarterfinals |

| 2021 | Barça | 2–1 | Joventut |                              |
|      |       |     |          |                              |
|      |       |     |          | Pabellón: 2021 Quarterfinals |

### Real MadridvBitci Baskonia
| 2 de junioo de 2022 | Real Madrid                                                      | 94–84                                 | Bitci Baskonia                                                 | |  |  |
| 22:00               | Parciales: 22–19, 22–23, 30–21, 20–21                            | Parciales: 22–19, 22–23, 30–21, 20–21 | Parciales: 22–19, 22–23, 30–21, 20–21                          | |  |  |
|                     | Estadísticas Causeur 16 Tavares 13 Fernández, Núñez 4 Tavares 24 | Reporte Pts Reb Asts Val              | Estadísticas Peters 15 Costello, Enoch 6 Granger 7 Costello 16 | Pabellón: WiZink Center, Madrid Asistencia: 6,123 espectadores Árbitros: Benjamín Jiménez, Carlos Cortés, Javier Torres |  |  |
| 1–0                 |                                                                  |                                       |                                                                | |  |  |
|                     |                                                                  |                                       |                                                                | |  |  |

| 4 de junio de 2022 | Real Madrid                                          | 83–71                                 | Bitci Baskonia                                                  | |  |  |
| 18:00              | Parciales: 18–15, 22–15, 26–15, 17–26                | Parciales: 18–15, 22–15, 26–15, 17–26 | Parciales: 18–15, 22–15, 26–15, 17–26                           | |  |  |
|                    | Estadísticas Hanga 18 Tavares 8 Causeur 5 Tavares 22 | Reporte Pts Reb Asts Val              | Estadísticas Marinković 17 Baldwin, Enoch 7 Baldwin 4 Peters 19 | Pabellón: WiZink Center, Madrid Asistencia: 7,789 espectadores Árbitros: Emilio Pérez Pizarro, Fernando Calatrava, Francisco Araña |  |  |
| 2–0                |                                                      |                                       |                                                                 | |  |  |
|                    |                                                      |                                       |                                                                 | |  |  |

| 7 de junio de 2022 | Bitci Baskonia                                                           | 77–85                                 | Real Madrid                                          | |  |  |
| 21:00              | Parciales: 14-25, 22-16, 17-25, 24-19                                    | Parciales: 14-25, 22-16, 17-25, 24-19 | Parciales: 14-25, 22-16, 17-25, 24-19                | |  |  |
|                    | Estadísticas Baldwin 26 Costello 6 Baldwin, Granger, Encoch 2 Baldwin 16 | Reporte Pts Reb Asts Val              | Estadísticas Tavares 23 Tavares 12 Deck 4 Tavares 36 | Pabellón: Buesa Arena, Vitoria Asistencia: 9748 espectadores Árbitros: Daniel Hierrezuelo, Jordi Aliaga, Juan de Dios Oyón |  |  |
| 3-0                |                                                                          |                                       |                                                      | |  |  |
|                    |                                                                          |                                       |                                                      | |  |  |

| 31 de octubre de 2021 | Bitci Baskonia | 65–83   | Real Madrid |                                |  |
|                       |                |         |             |                                |  |
|                       |                | Reporte |             | Pabellón: Buesa Arena, Vitoria |  |

| 6 de marzo de 2022 | Real Madrid | 72–80    | Bitci Baskonia |                                 |  |
|                    |             |          |                |                                 |  |
|                    |             | Boxscore |                | Pabellón: WiZink Center, Madrid |  |

Este es el duodécimo enfrentamiento entre ambos equipos en playoffs, el Real Madrid ganó en ocho de los once anteriores.
| 1988 | Real Madrid | 2–1 | Taugrés |                              |
|      |             |     |         |                              |
|      |             |     |         | Pabellón: 1988 Quarterfinals |

| 1989 | Real Madrid | 2–0 | Taugrés |                              |
|      |             |     |         |                              |
|      |             |     |         | Pabellón: 1989 Quarterfinals |

| 1990 | Real Madrid | 2–0 | Taugrés |                              |
|      |             |     |         |                              |
|      |             |     |         | Pabellón: 1990 Quarterfinals |

| 1991 | Real Madrid Otaysa | 0–2 | Taugrés |                              |
|      |                    |     |         |                              |
|      |                    |     |         | Pabellón: 1991 Quarterfinals |

| 1992 | Real Madrid Asegurator | 3–2 | Taugrés |                           |
|      |                        |     |         |                           |
|      |                        |     |         | Pabellón: 1992 Semifinals |

| 2001 | Real Madrid | 3–2 | TAU Cerámica |                           |
|      |             |     |              |                           |
|      |             |     |              | Pabellón: 2001 Semifinals |

| 2005 | TAU Cerámica | 2–3 | Real Madrid |                       |
|      |              |     |             |                       |
|      |              |     |             | Pabellón: 2005 Finals |

| 2009 | TAU Cerámica | 2–1 | Real Madrid |                           |
|      |              |     |             |                           |
|      |              |     |             | Pabellón: 2009 Semifinals |

| 2010 | Caja Laboral | 3–2 | Real Madrid |                           |
|      |              |     |             |                           |
|      |              |     |             | Pabellón: 2010 Semifinals |

| 2012 | Real Madrid | 3–2 | Caja Laboral |                           |
|      |             |     |              |                           |
|      |             |     |              | Pabellón: 2012 Semifinals |

| 2018 | Real Madrid | 3–1 | Kirolbet Baskonia |                       |
|      |             |     |                   |                       |
|      |             |     |                   | Pabellón: 2018 Finals |

## Final
| 13 de junio de 2022             | Barça                                                     | 75–88                                 | Real Madrid                             | |  |  |
| 21:00                           | Parciales: 17–30, 14–19, 20–25, 24–14                     | Parciales: 17–30, 14–19, 20–25, 24–14 | Parciales: 17–30, 14–19, 20–25, 24–14   | |  |  |
|                                 | Estadísticas Laprovíttola 15 Davies, Mirotić 6 Calathes 4 | Reporte Pts Reb Asts                  | Estadísticas Deck 18 Yabusele 9 Hanga 6 | Pabellón: Barcelona Asistencia: 6,759 espectadores Árbitros: Daniel Hierrezuelo, Jordi Aliaga, Martín Caballero |  |  |
| Real Madrid lidera la serie 0–1 |                                                           |                                       |                                         | |  |  |
|                                 |                                                           |                                       |                                         | |  |  |

| 15 de junio de 2022  | Barça                                          | 71–69                                 | Real Madrid                                        | |  |  |
| 21:00                | Parciales: 13–17, 19–15, 24–22, 15–15          | Parciales: 13–17, 19–15, 24–22, 15–15 | Parciales: 13–17, 19–15, 24–22, 15–15              | |  |  |
|                      | Estadísticas Mirotić 26 Mirotić 7 Jokubaitis 3 | Reporte Pts Reb Asts                  | Estadísticas Yabusele 16 Yabusele 11 Deck, Hanga 2 | Pabellón: Barcelona Asistencia: 7,201 espectadores Árbitros: Emilio Pérez Pizarro, Fernando Calatrava, Luis Miguel Castillo |  |  |
| Series empatadas 1–1 |                                                |                                       |                                                    | |  |  |
|                      |                                                |                                       |                                                    | |  |  |

| 17 de junio de 2022             | Real Madrid                             | 81–66                                 | Barça                                         | |  |  |
| 21:00                           | Parciales: 21-16, 25-23, 20-14, 15-13   | Parciales: 21-16, 25-23, 20-14, 15-13 | Parciales: 21-16, 25-23, 20-14, 15-13         | |  |  |
|                                 | Estadísticas Deck 14 Poirier 10 Hanga 3 | Reporte Pts Reb Asts                  | Estadísticas Kuric 15 Laprovittola 4 Calathes | Pabellón: WiZink Center, Madrid Asistencia: 11.793 espectadores Árbitros: Carlos Peruga, Benjamín Jiménez, Alberto Sánchez Sixto |  |  |
| Real Madrid lidera la serie 2-1 |                                         |                                       |                                               | |  |  |
|                                 |                                         |                                       |                                               | |  |  |

| 19 de junio de 2022 | Real Madrid                               | 81–74                                 | Barça                                                | |  |  |
| 18:00               | Parciales: 13–10, 21–23, 23–23, 24–18     | Parciales: 13–10, 21–23, 23–23, 24–18 | Parciales: 13–10, 21–23, 23–23, 24–18                | |  |  |
|                     | Estadísticas Tavares 25 Tavares 13 Deck 3 | Reporte Pts Reb Asts                  | Estadísticas Mirotić 14 Calathes 9 cinco jugadores 2 | Pabellón: Madrid Asistencia: 12,315 espectadores Árbitros: Daniel Hierrezuelo, Òscar Perea, Martín Caballero |  |  |
| 3–1                 |                                           |                                       |                                                      | |  |  |
|                     |                                           |                                       |                                                      | |  |  |

| 23 de enero de 2022 | Real Madrid | 75–85   | Barça |                                 |  |
|                     |             |         |       |                                 |  |
|                     |             | Reporte |       | Pabellón: WiZink Center, Madrid |  |

| 10 de abril de 2022 | Barça | 108–97  | Real Madrid |                                      |  |
|                     |       |         |             |                                      |  |
|                     |       | Reporte |             | Pabellón: Palau Blaugrana, Barcelona |  |

Este será el vigésimo primer enfrentamiento de ambos equipos en playoffs, con 10 victorias para el Barça y otras 10 para el Real Madrid en sus primeros 20 enfrentamientos.
| 1984 | Real Madrid | 2–1 | FC Barcelona |                       |
|      |             |     |              |                       |
|      |             |     |              | Pabellón: 1984 Finals |

| 1986 | Real Madrid | 2–0 | FC Barcelona |                       |
|      |             |     |              |                       |
|      |             |     |              | Pabellón: 1986 Finals |

| 1987 | FC Barcelona | 3–1 | Real Madrid |                           |
|      |              |     |             |                           |
|      |              |     |             | Pabellón: 1987 Semifinals |

| 1988 | FC Barcelona | 3–2 | Real Madrid |                       |
|      |              |     |             |                       |
|      |              |     |             | Pabellón: 1988 Finals |

| 1989 | FC Barcelona | 3–2 | Real Madrid |                       |
|      |              |     |             |                       |
|      |              |     |             | Pabellón: 1989 Finals |

| 1992 | Real Madrid Asegurator | 2–0 | FC Barcelona |                              |
|      |                        |     |              |                              |
|      |                        |     |              | Pabellón: 1992 Quarterfinals |

| 1994 | Real Madrid Teka | 3–0 | FC Barcelona Banca Catalana |                       |
|      |                  |     |                             |                       |
|      |                  |     |                             | Pabellón: 1994 Finals |

| 1995 | FC Barcelona Banca Catalana | 3–2 | Real Madrid Teka |                           |
|      |                             |     |                  |                           |
|      |                             |     |                  | Pabellón: 1995 Semifinals |

| 1997 | Real Madrid Teka | 2–3 | FC Barcelona Banca Catalana |                       |
|      |                  |     |                             |                       |
|      |                  |     |                             | Pabellón: 1997 Finals |

| 2000 | FC Barcelona | 2–3 | Real Madrid Teka |                       |
|      |              |     |                  |                       |
|      |              |     |                  | Pabellón: 2000 Finals |

| 2001 | FC Barcelona | 3–0 | Real Madrid |                       |
|      |              |     |             |                       |
|      |              |     |             | Pabellón: 2001 Finals |

| 2006 | Winterthur FC Barcelona | 3–1 | Real Madrid |                              |
|      |                         |     |             |                              |
|      |                         |     |             | Pabellón: 2006 Quarterfinals |

| 2007 | Real Madrid | 3–1 | Winterthur FC Barcelona |                       |
|      |             |     |                         |                       |
|      |             |     |                         | Pabellón: 2007 Finals |

| 2012 | FC Barcelona Regal | 3–2 | Real Madrid |                       |
|      |                    |     |             |                       |
|      |                    |     |             | Pabellón: 2012 Finals |

| 2013 | Real Madrid | 3–2 | FC Barcelona Regal |                       |
|      |             |     |                    |                       |
|      |             |     |                    | Pabellón: 2013 Finals |

| 2014 | Real Madrid | 1–3 | FC Barcelona |                       |
|      |             |     |              |                       |
|      |             |     |              | Pabellón: 2014 Finals |

| 2015 | Real Madrid | 3–0 | FC Barcelona |                       |
|      |             |     |              |                       |
|      |             |     |              | Pabellón: 2015 Finals |

| 2016 | FC Barcelona Lassa | 1–3 | Real Madrid |                       |
|      |                    |     |             |                       |
|      |                    |     |             | Pabellón: 2016 Finals |

| 2019 | Real Madrid | 3–1 | Barça Lassa |                       |
|      |             |     |             |                       |
|      |             |     |             | Pabellón: 2019 Finals |

| 2021 | Real Madrid | 0–2 | Barça |                       |
|      |             |     |       |                       |
|      |             |     |       | Pabellón: 2021 Finals |

| Ganador ACB 2021-22     |
| ----------------------- |
| Real Madrid 36.º título |